# هوگو آلوارز
هوگو آلوارز (انگلیسی: Hugo Álvarez؛ زادهٔ ۲ ژوئیهٔ ۲۰۰۳) بازیکن فوتبال است که در پست هافبک برای سلتاویگو بازی می‌کند.